# Wilhelm Friedrich Ernst von Krosigk
Wilhelm Friedrich Ernst von Krosigk (* 27. November 1829 in Gröna; † 25. September 1889 in Dessau) war ein herzoglich-anhaltischer Verwaltungsbeamter.

## Leben

### Herkunft
Wilhelm Friedrich Ernst von Krosigk stammte aus dem Adelsgeschlecht Krosigk. Er war ein Sohn von Anton Emil von Krosigk (1790–1868) und dessen Ehefrau Albertine Louise Wilhelmine von Kerssenbrock (* 29. April 1797 in Helmsdorf; † 18. Juli 1867 in Gröna). Zu Krosigks Brüdern zählte Anton Ferdinand von Krosigk.

### Familie
Krosigk heiratete in Braunschweig am 22. September 1864 Luise von Thielau (* 21. Juli 1836 in Braunschweig; † 2. Februar 1887 in Dessau), Tochter von Wilhelm Erdmann Florian von Thielau. Aus dieser Ehe gingen hervor:
- Anton Wilhelm Dietrich (1865–1932)
- Albertine (1867–1867)
- Anton Emil (* 1868)
- Wilhelm Dedo (1871–1953)
- Louise Albertine (1873–1875)
- Konrad Dietrich (1835–1851)
- Albert Heinrich August (* 1837)

### Werdegang
Krosigk studierte Rechtswissenschaften an der Universität Halle. 1850 wurde er Mitglied des Corps Marchia Halle. Nach dem Studium trat er in den Staatsdienst Anhalt Bernburg. Von 1867 bis 1888 war er Kreisdirektor des Landkreises Ballenstedt.